# Jeff Webb
Jeffrey Leon Webb (født 31. januar 1982 i Pontiac, Michigan, USA) er en amerikansk footballspiller, der spillede tre år i NFL som wide receiver for Kansas City Chiefs. Han har siden da begået sig i den mindre United Football League.